# Concatedral de San José (Sofía)
La Catedral de San José (en búlgaro: катедрала „Св. Йосиф“) 
es una catedral católica en Sofía, la capital de Bulgaria. Es la concatedral de la diócesis de Sofía y Plovdiv, junto a la catedral de San Luis en Plovdiv.
La catedral, reconstruida en su ubicación anterior después de que fuese destruida por los bombardeos aliados durante la Segunda Guerra Mundial, fue inaugurada el 21 de mayo de 2006 en presencia del Secretario de Estado, cardenal Angelo Sodano, decano del Colegio de Cardenales de la Iglesia católica. La primera piedra de la nueva catedral fue colocada personalmente por el Papa Juan Pablo II durante su visita a Bulgaria en 2002 .
"San José " es la mayor catedral católica en Bulgaria tiene 350 asientos y puede albergar hasta 1.000 fieles. La catedral tiene 23 metros de largo, 15 metros de ancho, y se encuentra a 19 metros de altura del cuerpo principal del edificio con una altura de techo de 23 metros y una torre que está equipada con cuatro campanas operadas electrónicamente, a 33 metros de altura.